# Ochodaeus pollicaris
Ochodaeus pollicaris es una especie de coleóptero de la familia Ochodaeidae.

## Distribución geográfica
Habita en Panamá.